# Mary Holbrook
Mary Holbrook (Somerset, Inglaterra, 1939 – Somerset, 2019) fue una quesera y curadora británica.

## Biografía
Estudió arqueología y obtuvo un doctorado en historia antigua y arqueología. Trabajó catalogando artefactos científicos tempranos en Frankfurt y como curadora en un museo en Bath.  
Más tarde, Holbrook,se puso a trabajar en su granja familiar en Timsbury, Somerset, Inglaterra, donde crio cabras y cerdos. Las cabras se ordeñaban para elaborar una variedad de quesos que se vendían en establecimientos gourmet como Harrods y Neal's Yard Dairy.
Después se dedicó a la producción lechera en Sleight Farm también en Somerset, en una parte de la finca familiar de su marido, John Holbrook. Comenzó a elaborar queso de cabra a mediados de la década de 1970 con el excedente de leche de dos cabras, aproximanadamente 12 litros de leche al día. Inicialmente lo vendía tiendas locales de alimentos naturales. Se fue a Francia donde se estaba poninedo en boga la fabricación de quesos artesanales. Así se convirtió en una de las pioneras de los quesas artesanales ingleses junto con Veronica Steele y Giana Ferguson. Entre sus quesos se encontraban Little Rydings y Emlett, que finalmente fueron almacenados por Harrods.
Tras la muerte de su marido en 2002, Holbrook dividió su tiempo entre Somerset y Londres, entregando queso a Neal's Yard Dairy y suministrando carne y queso a restaurantes de Londres como Lyle's. Ella continuó participando activamente en la supervisión de sus productos en Neal's Yard Dairy.
Mucha gente pasó por su granja para aprender a fabricar quesos, aceptaba labradores itinerantes y aprendidces. Al final de su vida tuvo un equipo de maduración de queso en Londres donde prohibía el uso de utensilios para medir diversos aspectos de la maduración y se basaba en el uso, tacto y gusto del productor. Sus son el queso Tymsoro, Sleightlett, Cardo or Old Ford. El queso de flor de Cardo, por ejemplo, requiere un baño semanal de salmuera.
El trabajo de Holbrook ha creado un espacio en la producción de quesos en donde las mujeres puedan ser empresarias en las granjas.